# Болотов, Владимир Николаевич (учёный)
Владимир Николаевич Болотов (9 декабря 1933 — 27 августа 2013) — российский учёный в области физики элементарных частиц, доктор физико-математических наук, профессор. Заслуженный деятель науки России (2005), лауреат Премии им. академика М. А. Маркова (2009).
Окончил МИФИ (1958).
- 1958-1964 — инженер ФИАН
- 1964-1966 — и.о. нач. подразделения №24 Физического института ГКАЭ СССР
- 1966-1975 — руководитель группы, снс, начальник лаборатории ИФВЭ

С 1975 года зав. Лабораторией физики элементарных частиц ИЯИ АН СССР (РАН).
Руководил экспериментами по изучению редких распадов заряженных элементарных частиц, проводившимися совместно учёными Института ядерных исследований РАН, Института физики высоких энергий и Объединённого института ядерных исследований.
Автор идеи и участник создания установки ИСТРА ИЯИ РАН, с помощью которой впервые измерены с высокой степенью надёжности характеристики ряда редких распадов пионов и каонов, зарегистрированы распады и физические явления, ранее не наблюдавшиеся.
Разработал широкозазорные искровые камеры — на их основе были созданы прецизионные магнитные спектрометры и калориметры.
Доктор физико-математических наук, профессор (1989). Заслуженный деятель науки России (2005), лауреат Премии им. академика М. А. Маркова (2009).
Награждён медалью «В память 850-летия Москвы»(1997).